# Brand Green
Brand Green – wieś w Anglii, w hrabstwie Gloucestershire. Leży 13 km na północny zachód od miasta Gloucester i 163 km na zachód od Londynu.